# Армения на летних Паралимпийских играх 2020
Армения на летних Паралимпийских играх 2020, прошедших в Токио 24 августа — 5 сентября 2021 года, была представлена одним спортсменом в соревнованиях по лёгкой атлетике. Стас Назарян принял участие на Паралимпийских играх (включая зимние) в шестой раз: в 1996 и 2000 годах участвовал в соревнованиях по парусному спорту, в 1998 и 2002 году — по горнолыжному спорту, в 2018 году — по лыжному спорту.

## Лёгкая атлетика
| Спортсмен    | Дисциплина          | Квалификация | Квалификация | Финал     | Финал     |
| Спортсмен    | Дисциплина          | Время        | Место        | Время     | Место     |
| ------------ | ------------------- | ------------ | ------------ | --------- | --------- |
| Стас Назарян | Мужчины, 100 м, T54 | 18.76        | 6            | Не прошёл | Не прошёл |